# Peralonso Niño
Peralonso Niño o Pero Alonso Niño (1468? - 1502), navegant i descobridor espanyol. Conegut com El Negre, va ser segons la història oficial membre d'una important família marinera de Moguer, la dels germans Niño, va col·laborar amb Cristòfor Colom en la descoberta d'Amèrica. Va ser el pilot de la caravel·la La Niña.
Bartolomé de las Casas relata la gesta de Peralonso:
| «                        | Uno de los primeros que a par cuasi de Hojeda vinieron a descubrir, fueron un Peralonso Niño y un Cristóbal Guerra, vecinos, el Guerra, de Sevilla, y el Peralonso creo que era del Condado. Este Peralonso Niño vino cierto con el Almirante al descubrimiento de Paria, y debióse de tornar a Castilla en los cinco navíos, y esto está probado con testigos contestes, y yo he visto sus dichos en el susodicho proceso, y uno que dijo que no había ido en aquel viaje a Peralonso Niño con el Almirante, yo sé que contra el Almirante, por derecho del juicio, podía ser repelido, así que Peralonso Niño habida licencia del rey o del obispo para descubrir, con instrucción y mandado que no surgiese con su navío ni saltase en tierra con 50 leguas de la tierra que había descubierto el Almirante. Como no tuviese tantos dineros como habría menester o quizá ningunos, tractó con Luis Guerra, vecino de Sevilla, que tenía hacienda, que le armase un navío; el Luis Guerra se ofreció a hacello y, entre otras condiciones, fue un tanto que su hermano Cristóbal Guerra fuese por capitán de él. Partió, pues, Peralonso Niño por piloto y Cristóbal Guerra por capitán. | » |
| — Bartolomé de las Casas | |   |